# Władysław Chrostowski
Władysław Chrostowski (ur. 18 lutego 1944 w Großschönau) - specjalista z zakresu ochrony zabytków; w latach 1979–1998 wojewódzki konserwator zabytków w Gorzowie Wielkopolskim, a krótko w maju 1999 p.o. Lubuskiego Wojewódzkiego Konserwatora Zabytków w Zielonej Górze.
Wieloletni Wojewódzki Konserwator Zabytków w Gorzowie Wielkopolskim, którą to funkcję pełnił od 1979 do 31 grudnia 1998.
Absolwent Uniwersytetu Adama Mickiewicza w Poznaniu. Od 1973 roku Powiatowy, a w latach 1975–1977 Miejski Konserwator Zabytków w Stargardzie Szczecińskim. W 1979 został Wojewódzkim Konserwatorem w Gorzowie Wlkp. i zastępcą Dyrektora Wydziału Kultury i Sztuki UW (do 1990 r.).
W 1990 wszedł w skład Komitetu Założycielskiego Towarzystwa Przyjaciół Archiwum i Pamiątek Przeszłości przy Archiwum Państwowym w Gorzowie Wlkp. Sekretarz Wojewódzkiego Komitetu Ochrony Pamięci Walk i Męczeństwa i członek Okręgowej Komisji Badania Zbrodni Przeciwko Narodowi Polskiemu z delegaturą w Gorzowie.
Autor licznych publikacji naukowych. Odznaczony m.in. Brązowym (1980) i Złotym Krzyżem Zasługi (1987), Srebrnym Medalem Opiekuna Miejsc Pamięci Narodowej (1979). Posiada tytuł Zasłużony Działacz Kultury. We wrześniu 2006 otrzymał Brązowy Medal „Zasłużony Kulturze Gloria Artis”.
Obecnie na emeryturze. W marcu 2013 prelegent Uniwersytetu Trzeciego Wieku w Sulęcinie.